# Pink Floyd (personaje ficticio)
Floyd Pinkerton, más conocido como Pink Floyd o simplemente Pink, es un personaje ficticio que aparece por primera vez en el álbum The Wall (1979) de Pink Floyd. Es también el personaje principal de la película homónima de 1982, acerca del álbum, interpretado por Bob Geldof. Se trata de un músico esquizofrénico (o al menos esquizoide) víctima de una crisis nerviosa. Está basado en las vivencias del mismo Roger Waters, convirtiéndolo así en una especie de alter ego antihéroe.
Las temáticas del álbum The Final Cut (1983) recuerdan al personaje de Pink, en la medida en que también contiene referencias autobiográficas a Roger Waters. Sin embargo, en ningún punto del álbum se lo menciona explícitamente.
En los conciertos de la gira de The Wall, Pink es representado como un muñeco de trapo de color rosa carne, que tiene unos ojos completamente negros, así como su boca abierta que hace una especie de expresión de temor o desesperación, aparece en algunas partes importantes del concierto, como por ejemplo, en la canción de Stop, aparece arriba de la pared, para posteriormente ser tirado. En la animación de The Trial, este diseño también aparece en toda la animación, sentado en el piso enfrente de una pared, siendo torturado por su maestro, su esposa y el juez.